# 統計的エネルギー解析法
統計的エネルギー解析法（とうけいてきエネルギーかいせきほう、statistical energy analysis, SEA）とは、振動や騒音の解析手法の一つで、構造系および音響系の要素の自由振動特性に基づき、統計平均的な考えを拡張した方法である。
一般的な振動の解析方法には固有モードに着目する実験モード解析法（EMA）、有限要素法、境界要素法などがあるが、これらの方法はモードが多く存在する高周波数域の問題には適用が困難である。そのため、1960年代にR. H. Lyonにより、ロケットなどの高周波数域の振動予測、搭載機器の信頼性評価のために開発された。
この手法では、対象とする振動系を要素に分割して、各要素が持つ振動エネルギーを変数にして要素間のパワー平衡に注目し、要素間のエネルギー伝達を推定する。